# Zona di Conchucos

Le province (in rosso) e i distretti (in rosa) che formano la zona di Conchucos all'interno della regione di Ancash.

La zona di Conchucos, chiamata spesso Callejón de Conchucos, è un territorio del dipartimento di Ancash, in Perù, costituito da una serie di valli ubicate nel versante orientale della Cordillera Blanca. Il nome callejón (in italiano vicolo) è spesso usato impropriamente per designare la zona per affinità con il Callejón de Huaylas, la valle del Río Santa presente sul versante occidentale della stessa catena montuosa; la zona di Conchucos non è infatti costituita da una sola valle ma dai bacini idrografici dei fiumi Rúpac, Yanamayo e Puchca, tutti tributari del Marañón.
Amministrativamente la zona è composta dalle province di Antonio Raymondi, Asunción,  Carlos Fermín Fitzcarrald, Huari, Mariscal Luzuriaga, Pallasca (per i distretti di Pampas e Conchucos), Pomabamba, Sihuas e Yungay (per il distretto di Yanama).

## Etimologia
Le prime cronache della società inca e della conquista spagnola giunte fino a noi fanno menzione del termine Conchucos associato a una popolazione che viveva probabilmente tra le attuali province di Pallasca e di Corongo; la parola, che il linguista Willem Adelaar indica di probabile origine culli, indicava in modo indistinto un etnonimo e un toponimo, indicando spesso la regione abitata dal popolo chiamato con tale nome. Il termine passò in seguito a designare un villaggio, oggi situato nella provincia di Pallasca, che assunse un discreto rilievo per le sue risorse minerarie; forse a causa di ciò l'amministrazione coloniale spagnola chiamò Corregimiento de Conchucos l'intera giurisdizione della zona.